# 292 Ludovica
Ludovica (định danh hành tinh vi hình: 292 Ludovica) là một tiểu hành tinh ở vành đai chính. Ngày 25 tháng 4 năm 1890, nhà thiên văn học người Áo Johann Palisa phát hiện tiểu hành tinh Ludovica khi ông thực hiện quan sát ở Viên và không biết rõ nguồn gốc tên của nó.